# Phalaris brachystachys
Phalaris brachystachys là một loài thực vật có hoa trong họ Hòa thảo. Loài này được Link miêu tả khoa học đầu tiên năm 1806.